# Microdytes hendrichi
Microdytes hendrichi är en skalbaggsart som beskrevs av Wewalka 1997. Microdytes hendrichi ingår i släktet Microdytes och familjen dykare. Inga underarter finns listade i Catalogue of Life.